# Сорбиновая кислота
Сорбиновая кислота (от лат. Sorbus — «рябина») — органическое соединение, транс,транс-2,4-гексадиеновая кислота, используемая в качестве пищевого консерванта. Представляет собой твёрдое бесцветное вещество (кристаллы), мало растворимое в воде и легко сублимирующее с химической формулой {\displaystyle \mathrm {C} _{6}\mathrm {H} _{8}\mathrm {O} _{2}\ }. Впервые сорбиновая кислота была выделена из незрелых ягод Sorbus aucuparia (рябины), отсюда и его название.
Зарегистрирована в качестве пищевой добавки Е200.

## История
Сорбиновая кислота была выделена в 1859 году путём перегонки масла рябины А. В. Гофманом. Гофман превратил парасорбиновую кислоту в сорбиновую кислоту путём гидролиза. Его противомикробная активность была обнаружена в конце 1930-х и 1940-х годах, а в конце 1940-х и 1950-х годах сорбиновая кислота стала коммерчески доступна. Начиная с 1980-х годов сорбиновая кислота и её соли стали использовать в качестве ингибиторов Clostridium botulinum в мясных продуктах как замена использования консервантов нитритов, которые могут производить канцерогенные нитрозамины.

## Свойства
При p K a, равном 4,76, сорбиновая кислота примерно такая же кислая, как уксусная кислота.
Сорбиновая кислота и её соли, особенно сорбат калия (Е202) и сорбат кальция, являются противомикробными агентами, часто используемыми в качестве консервантов в продуктах питания и напитках для предотвращения роста плесени, дрожжей и грибков. В целом соли предпочтительнее кислой формы, потому что они более растворимы в воде, но активной формой является кислота. Оптимальный рН для противомикробной активности ниже рН 6,5. Сорбаты обычно используются в концентрациях от 0,025% до 0,10%. Однако добавление сорбатных солей в пищу приведёт к незначительному повышению рН пищи, поэтому для обеспечения безопасности может потребоваться корректировка рН.
Некоторые плесневые грибки (особенно некоторые штаммы Trichoderma и Penicillium) и дрожжи способны обезвреживать сорбаты путём декарбоксилирования, образуя транс-пентадиен-1,3. Пентадиен проявляется в виде типичного запаха керосина или нефти. Другие реакции детоксикации включают восстановление до 4-гексенола и 4-гексеновой кислоты.

## Синтез
Впервые была синтезирована в 1900 году Оскаром Дёбнером конденсацией по Кневенагелю малоновой кислоты и кротонового альдегида в пиридине:
{\displaystyle {\ce {CH3-CH=CH-CHO + HOOC-CH2-COOH -> CH3-CH=CH-CH=CH-COOH}}}
В настоящее время в промышленности сорбиновую кислоту получают конденсацией кетена с кротоновым альдегидом в присутствии кислотных катализаторов (например, BF3), образующийся при этом лактон 3-гидроксигексеновой кислоты далее гидролизуют и дегидратируют в сорбиновую кислоту.

## Применение
Применяется в качестве пищевой добавки, относится к группе консервантов, разрешена в России и странах Европы.
Применяется с целью консервирования и предотвращения плесневения безалкогольных напитков, плодовоягодных соков, хлебопекарных, кондитерских изделий (мармелад, джемы, варенье, кремы), а также зернистой икры, сыров, полукопченых колбас и при производстве сгущенного молока для предотвращения его потемнения (препятствует развитию шоколадно-коричневой плесени).
Применяется также для обработки упаковочных материалов для пищевых продуктов.
Сорбиновая кислота также может использоваться в качестве добавки для холодной резины и в качестве промежуточного продукта при производстве некоторых пластификаторов и смазочных материалов

## Дозировка
- масло, маргарины — 30—60 г/100 кг продукта;
- сыры — 60—100 г/100 кг продукта;
- рыбопродукты — 100—200 г/100 кг продукта;
- копченые колбасы — 200—400 г/100 кг фарша;
- варёная колбаса — 50—80 г/100 кг фарша;
- квашеная капуста — 100 г/100 кг продукта;
- джемы, варенья, повидло и пр. — 50—150 г/100 кг продукта;
- плодово-ягодное пюре — 50—60 г/100 кг продукта;
- яблочный сок-полуфабрикат — 50 г/100 кг продукта;
- виноградный сок-полуфабрикат — 50—60 г/100 кг продукта;
- конфеты, начинки для вафель, нуга, пралине, шоколад — 80—150 г/100 кг продукта;
- мучные кондитерские изделия (бездрожжевые) — 100—200 г/100 кг продукта;
- полуфабрикаты кондитерского производства (тесто) — 200—300 г/100 кг продукта;
- масляный крем — 200 г/100 кг продукта;
- хлеб и хлебобулочные изделия — 150—200 г/100 кг муки.

## Безопасность
Сорбиновая кислота и её соли обладают очень низкой токсичностью и канцерогенностью для млекопитающих. Её LD 50, по оценкам, составляет от 7,4 до 10 г/кг массы тела. Сорбиновая кислота была одобрена в качестве безопасного ингредиента Управлением по санитарному надзору за качеством пищевых продуктов и медикаментов (FDA), Европейским агентством по безопасности пищевых продуктов (EFSA), а также Объединённым экспертным комитетом ФАО/ВОЗ по пищевым добавкам (JECFA).
Сорбиновая кислота считается «общепризнанной безопасной» (GRAS) FDA в США в качестве пищевой добавки для человека. Она включена в Регламент Комиссии (ЕС) №231/2012 в качестве безопасной пищевой добавки и отнесена к категории «Добавки, отличные от красителей и подсластителей». По данным JECFA, допустимое суточное потребление (ДСП) сорбиновой кислоты составляет 25 мг/кг массы тела.
Отчёт за 2008 год показал, что сорбиновая кислота может вызывать аллергические реакции, такие как дерматит. 